# Аркадиевка (Киевская область)
Арка́диевка (укр. Аркадіївка) — село, входит в Згуровскую поселковую общину Броварского района Киевской области Украины. До 2020 года входило в состав Згуровского района.
Население по переписи 2001 года составляло 1019 человек. Почтовый индекс — 07611.

## Местный совет
07611, Київська обл., Згурівський р-н, с. Аркадіївка, вул. Леніна,21 (укр.)